# Bismarck (cuirassé)
Pour les articles homonymes, voir Bismarck.
Le Bismarck est un cuirassé allemand mis en service en août 1940.
Construit par le chantier naval Blohm & Voss de Hambourg entre juillet 1936 et février 1939, il est le premier cuirassé de la classe Bismarck. Construit pour la Kriegsmarine sous le Troisième Reich, il est, avec son navire-jumeau le Tirpitz, le plus grand navire de guerre utilisé par l'Allemagne durant la Seconde Guerre mondiale.
Il porte le nom du chancelier allemand Otto von Bismarck, qui fut l'un des architectes de l'unification allemande au XIXe siècle.
En mai 1941, il quitte la mer Baltique pour participer à l'opération Rheinübung où il doit, accompagné du croiseur lourd Prinz Eugen, attaquer les convois alliés entre l'Amérique du Nord et le Royaume-Uni.
Durant leur trajet vers l'Atlantique nord, les deux navires sont repérés et la Royal Navy tente de les intercepter. Lors de la bataille du détroit de Danemark le 24 mai, le Bismarck détruit le croiseur de bataille Hood — un des plus puissants navires de guerre britanniques — et oblige le cuirassé Prince of Wales à se replier. Ayant été touché et perdant du combustible, le Bismarck met le cap vers la France occupée pour y être réparé tandis que le Prinz Eugen poursuit sa mission.
Après la destruction du Hood, la Royal Navy mobilise des dizaines de navires pour intercepter le cuirassé avant qu'il ne puisse rejoindre une zone sous la protection de l'aviation et des sous-marins allemands. Le 26 mai, le Bismarck est attaqué par des Fairey Swordfish du porte-avions Ark Royal équipés de torpilles, l'une d'entre elles rendant inopérant son gouvernail. Dans l'impossibilité de manœuvrer, il est rattrapé le lendemain par les cuirassés Rodney et King George V, neutralisé par un intense bombardement des Britanniques et coule après avoir été sabordé par son équipage ; seuls 114 marins et un chat survécurent sur un effectif de plus de 2 200 membres d'équipage.
Son épave est localisée en juin 1989 par l'océanographe américain Robert Ballard à 650 kilomètres au large de la côte française, à presque 4 800 mètres de profondeur.

## Histoire

### Projet et conception
Après le sabordage de la flotte allemande à Scapa Flow, l'Allemagne ne possède en vertu du traité de Versailles plus aucun cuirassé et le tonnage des navires ne peut pas dépasser 10 000 t.
C'est après l'arrivée d'Adolf Hitler au pouvoir que les études pour la construction de nouveaux cuirassés reprirent.
Le Bismarck fut commandé sous le nom d'Ersatz Hannover pour remplacer le vieux pré-dreadnought SMS Hannover lancé en 1905.

### Construction et essais
Le contrat pour sa construction fut accordé au chantier naval Blohm & Voss de Hambourg où la quille fut posée le 1er juillet 1936,.

#### Lancement
Le navire fut lancé le 14 février 1939 en présence d'Adolf Hitler et il fut baptisé par Dorothee von Löwenfeld, la petite-fille de l'ancien chancelier Otto von Bismarck qui avait donné son nom au cuirassé.

#### Armement
Fin 1939, la proue est allongée de 2,5 m. Il fut achevé durant l'été 1940 et il entra en service le 24 août 1940,.

#### Mise en service
La mise en service a lieu le 24 août 1940.

#### Essais
Le 15 septembre 1940, trois semaines après sa mise en service, le Bismarck quitte Hambourg pour des essais en mer dans la baie de Kiel. Le dragueur de mines Sperrbrecher 13 l'escorte ensuite jusqu'au cap Arcona puis à Gotenhafen pour des essais dans le golfe de Dantzig.
Lors des tests, la capacité du navire à virer en utilisant uniquement ses hélices se révéla médiocre et l'équipage nota que même en faisant fonctionner à pleine vitesse et en sens contraire les hélices extérieures, cela ne changeait que légèrement le cap du cuirassé. À l'inverse, les essais de vitesse démontrèrent le bon fonctionnement des machines tandis que les tests d'artillerie à la fin du mois de novembre furent très satisfaisants. Le Bismarck resta en mer jusqu'à son retour à Hambourg le 9 décembre où il subit quelques modifications mineures.
Il était prévu que le navire se rende à Kiel le 24 janvier 1941 mais un navire marchand fit naufrage dans le canal de Kiel, bloquant le Bismarck jusqu'en mars,. Le commandant Ernst Lindemann — irrité par ce retard — fit remarquer que « le Bismarck a été immobilisé à Hambourg durant cinq semaines… la perte d'un précieux temps en mer qui en a résulté ne peut être compensée et un retard significatif dans le déploiement final du navire est donc inévitable ».
Alors qu'il se trouvait à Hambourg, le cuirassé fut visité par le capitaine de vaisseau Anders Forshell, l'attaché militaire suédois en Allemagne, qui rédigea une description détaillée du navire à son retour en Suède. Le document fut transmis secrètement au Royaume-Uni par des éléments pro-britanniques de la marine suédoise, ce qui permit à la Royal Navy d'obtenir ses premiers renseignements sur le navire même si des éléments importants comme le rayon d'action, la vitesse maximale et le déplacement restaient inconnus.

### Carrière opérationnelle

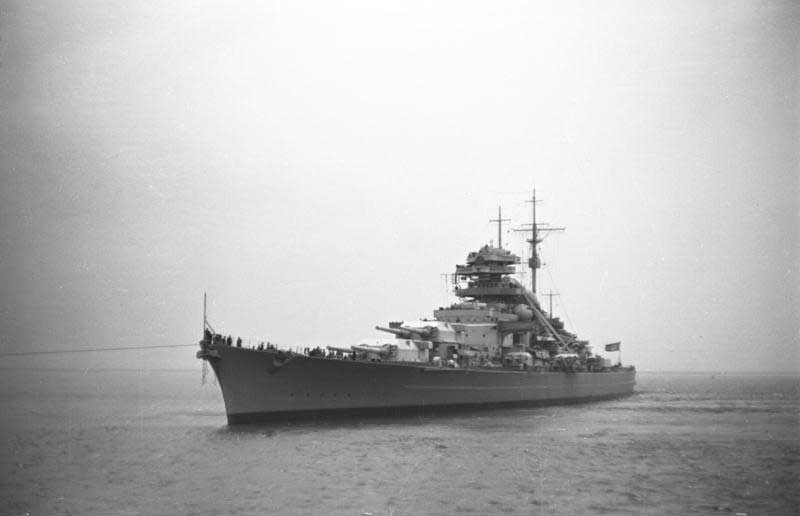
Photographie du Bismarck en septembre 1940.

Le 6 mars, le Bismarck quitte Hambourg pour aller mouiller à midi à Brunsbüttel avec deux Sperrbrechers et un brise-glace.
Le 8 mars, il s'amarre à Scheerhafen pour embarquer des munitions, du ravitaillement et du combustible et être peint de motifs dazzle sur la coque.
Des bombardiers britanniques attaquent sans succès le port le 12 mars. Le 17, le cuirassé Schlesien et Sperrbrecher 36 escortent le Bismarck jusqu'à Gotenhafen pour de nouveaux essais.

#### Préparations d'une opération en haute mer avec leBismarck
L'Oberkommando der Marine (« Haut commandement de la flotte » ; OKM) commandé par l'amiral Erich Raeder, compte poursuivre ses opérations d'attaque des convois alliés à l'aide de ses navires de surface. Les deux cuirassés de la classe Scharnhorst se trouvent alors dans le port français de Brest qu'ils avaient rejoint à la fin de l'opération Berlin au cours de laquelle ils avaient coulé 22 navires alliés. Le navire-jumeau du Bismarck, le Tirpitz étant quasiment terminé, il est envisagé que les quatre cuirassés se retrouvent dans l'Atlantique et la date fut fixée au 25 avril 1941 lors de la nouvelle lune pour éviter que les Britanniques ne les repèrent.
Ce plan ne se réalise pas, les travaux d'achèvement du Tirpitz étant plus longs que prévu. Dans le même temps, le Gneisenau est torpillé dans le port de Brest le 6 avril puis bombardé trois jours plus tard pendant qu'il est en réparations en cale sèche. Les dégâts sont limités mais le navire est indisponible pendant plusieurs mois tandis que les chaudières du Scharnhorst devaient être remplacées ; les deux cuirassés de la classe Scharnhorst n'étaient donc pas disponibles pour l'opération prévue. Pour ne rien arranger, les bombardements britanniques sur les arsenaux de Kiel ralentirent les réparations sur les croiseurs lourds Admiral Scheer et Admiral Hipper qui ne sont pas disponibles avant le milieu de l'été.
Devant ces difficultés, l'amiral Günther Lütjens, choisi pour diriger la sortie, suggère de la repousser jusqu'à ce que le Scharnhorst ou le Tirpitz puissent y participer mais l'OKM décida de lancer l'opération Rheinübung avec seulement deux navires : le Bismarck et le croiseur lourd Prinz Eugen. Lors d'une réunion avec l'amiral Raeder à Paris le 26 avril, Lütjens décida finalement de lancer l'opération le plus rapidement possible afin de ne pas laisser de répit à l'ennemi.

#### Mai 1941: opérationRheinübung
Le 5 mai 1941, Hitler et Keitel visitent le Bismarck à Gotenhafen et Hitler échange avec Lütjens sur la mission à venir. Le 16 mai, ce dernier rapporta que ses deux navires étaient prêts pour l'opération Rheinübung et il fut autorisé à prendre la mer dans la soirée du 19 mai. Dans le cadre de l'opération, une dizaine de pétroliers sont déployés dans l'Atlantique pour ravitailler le Bismarck et le Prinz Eugen tandis que quatre sous-marins sont positionnés entre la Nouvelle-Écosse et les îles Britanniques pour repérer les convois alliés.
Au début de sa mission, le Bismarck compte 2 221 officiers et marins dont un équipage de prise de 80 hommes pouvant être utilisé pour manœuvrer les navires capturés durant l'opération[réf. nécessaire].
Le cuirassé quitte Gotenhafen le 19 mai à 2 h du matin en direction des détroits danois (en). Il est rejoint à 11 h 25 par le Prinz Eugen qui avait quitté le cap Arkona la veille. Les deux navires sont escortés par trois destroyers — le Z10, le Z16 et le Z23 (en) — ainsi que par plusieurs dragueurs de mines tandis que la Luftwaffe assure la protection aérienne,. Le 20 mai vers midi, Lindemann informe les équipages de leur mission.
À peu près au moment de la communication du commandant, une dizaine d'appareils de reconnaissance suédois repèrent les navires et rapportent leur cap sans être repérés par les Allemands. Une heure plus tard, la flottille croise le croiseur suédois HMS Gotland qui la suit discrètement pendant deux heures dans le Cattégat et qui informe l'état-major suédois que « deux grands navires, trois destroyers, cinq navires d'escorte et 10-12 avions ont dépassé Marstrand ». Lütjens et Lindemann estiment que le secret de l'opération a été éventé et effectivement, le rapport suédois est transmis à l'attaché militaire britannique qui en informa à son tour l'Amirauté. Les casseurs de code de Bletchley Park confirment qu'un raid dans l'Atlantique est imminent, ayant décrypté les rapports allemands selon lesquels le Bismarck et le Prinz Eugen embarquaient des équipages de prise et avaient demandé des cartes marines supplémentaires. Deux chasseurs Supermarine Spitfire sont envoyés en reconnaissance le long de la côte norvégienne pour repérer la flottille allemande.
Dans le même temps, plusieurs vols de reconnaissance allemands notent qu'un porte-avions, trois cuirassés et quatre croiseurs n'ont pas quitté la base navale britannique de Scapa Flow en Écosse ; cette information pousse Lütjens à considérer que les Britanniques n'étaient finalement pas au courant de sa sortie.
Le soir du 20 mai, le Bismarck et le reste de la flottille atteignent la côte norvégienne et les dragueurs de mines sont renvoyés en Allemagne. Le lendemain, les opérateurs radio du Prinz Eugen captèrent des messages radio britanniques demandant des vols de reconnaissance pour localiser deux cuirassés et trois croiseurs remontant la côte norvégienne. À 7 heures du matin, les marins allemands repérent quatre appareils non identifiés qui s'éloignèrent rapidement. En début d'après-midi, la flottille arriva à Bergen et mouilla dans le Grimstadfjord.

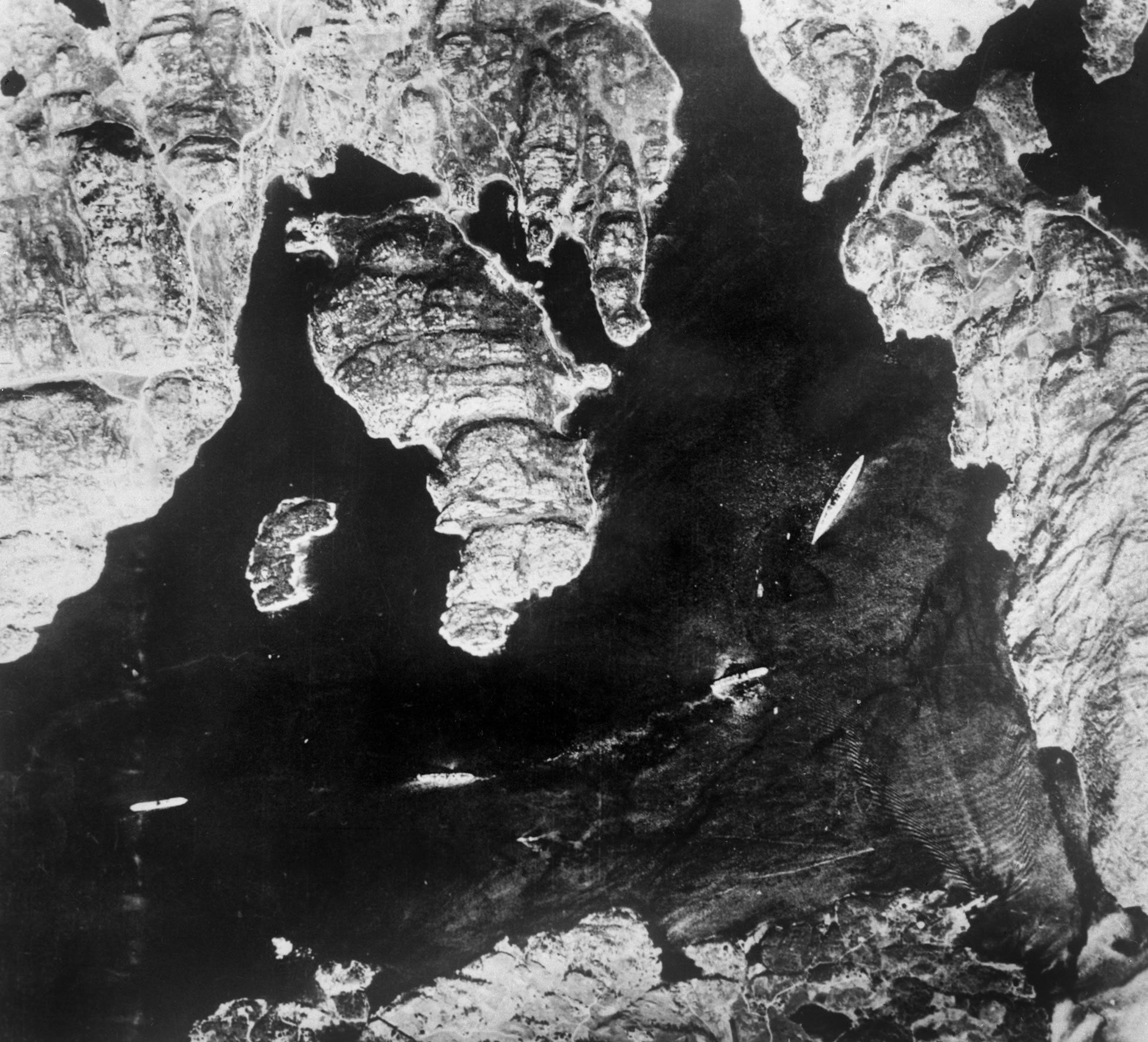
Photographie aérienne prise par un pilote anglais le 21 mai 1941 montrant le Bismarck (à droite) dans le Grimstadfjord de Bergen en Norvège.

Alors que le Bismarck était en Norvège, deux chasseurs Bf 109 volaient autour du fjord pour empêcher les attaques aériennes britanniques mais un pilote de Spitfire parvint à survoler la flottille et à la photographier depuis une altitude de 8 000 mètres. Ayant reçu cette information, l'amiral John Tovey ordonna au vieux croiseur de bataille HMS Hood, au nouveau cuirassé HMS Prince of Wales et à six destroyers de rejoindre les deux croiseurs patrouillant dans le détroit de Danemark tandis que le reste de la Home Fleet fut placé en état d'alerte. 18 bombardiers furent envoyés attaquer les navires allemands mais le mauvais temps empêcha la réussite de la mission. Le Bismarck ne fut pas ravitaillé en combustible durant son mouillage en Norvège car cela n'était pas imposé par ses ordres.
Le 21 mai, le Bismarck et le Prinz Eugen remontent le long des côtes norvégiennes et arrivent à 9 h au fjord de Kors pour refaire le plein de mazout. Un résistant norvégien du nom de Viggo Axelssen aperçoit les navires allemands devant Kristiansand et informe les résistants d'un autre réseau qui informe l'Amirauté de la présence des navires. Le même jour à 19 h 30, le Bismarck, le Prinz Eugen et les trois destroyers d'escorte quittent Bergen.
Ces derniers font demi-tour à 4 h 14 le 22 mai alors que la flottille se trouve au niveau de Trondheim et vers midi, Lütjens ordonne à ses deux navires de se diriger vers le détroit du Danemark.
Décidant de franchir le passage le plus rapidement possible, il demande le 23 mai au matin d'accroître la vitesse à 27 nœuds (50 km/h). Le brouillard réduit la visibilité à quelques kilomètres et les deux navires activèrent leurs systèmes radar; le Bismarck précédait le Prinz Eugen d'environ 700 mètres. À 12 h, les deux navires pénètrent dans le détroit du Danemark. La présence de glace oblige à une réduction de la vitesse à 24 nœuds (44 km/h) et les deux navires durent manœuvrer pour éviter les blocs les plus importants. À 19 h 22, les opérateurs des radars et des hydrophones détectent le croiseur lourd britannique HMS Suffolk à environ 12 kilomètres et le Prinz Eugen intercepte une communication du navire adverse qui alertait la flotte britannique de leur présence.
Le Suffolk commence alors à filer le Bismarck. Lütjens ne fait pas tirer sur le croiseur anglais, mais tente seulement de le semer. En effet, il ne veut pas gaspiller ses munitions alors que sa mission est de détruire les navires marchands.
À 20 h 30, le croiseur HMS Norfolk se joint au HMS Suffolk pour filer les navires allemands. Le HMS Norfolk qui est à moins de 10 kilomètres du Bismarck est pris pour cible par ce dernier qui tire cinq salves mais les artilleurs ne parviennent pas à ajuster précisément leur cible en raison du brouillard et ils ne tirent pas. Après s'être abrité derrière le mauvais temps le HMS Norfolk rejoint le HMS Suffolk pour une filature commune. Le HMS Suffolk continue à suivre les navires allemands à la limite de portée de son radar qui était de 12 milles (22 km).
L'onde de choc produite par les tirs mit cependant hors service le radar du Bismarck qui dut laisser le Prinz Eugen ouvrir la voie. 
Voyant que les croiseurs ne peuvent pas être semés malgré la vitesse, Lütjens autorise à faire feu à 22 h 0. Même s'il était dissimulé par la pluie, la manœuvre du cuirassé allemand fut repérée par le radar du Suffolk qui se retira à distance de sécurité.
Le mauvais temps prend fin à l'aube du 24 mai laissant apparaître un ciel dégagé et à 5 h 7, les opérateurs des hydrophones du Prinz Eugen détectent deux navires inconnus approchant à environ 30 kilomètres depuis le sud-ouest.

#### 24 mai: bataille du détroit du Danemark

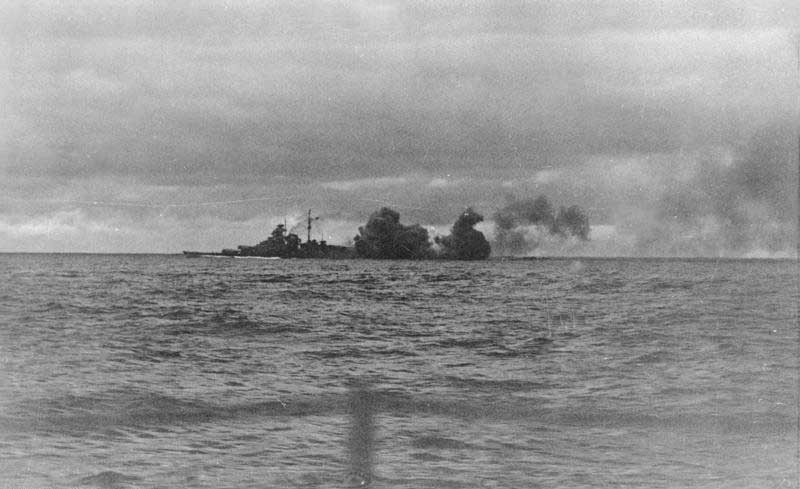
Le Bismarck tirant durant la bataille du détroit du Danemark.

À 5 h 45, les vigies allemandes repérent de la fumée à l'horizon ; il s'agissait du Hood et du Prince of Wales commandés par le vice-amiral Lancelot Holland. Lütjens ordonne alors le branlebas de combat.
À 5 h 52, la distance entre les deux groupes n'est plus que de 26 000 mètres. Le Hood ouvrit le feu suivi par le Prince of Wales une minute plus tard. Le premier engage le Prinz Eugen qu'il pensait être le Bismarck étant donné que les premiers rapports des deux croiseurs britanniques indiquaient qu'il se trouvait en tête.
Adalbert Schneider, le chef-artilleur du Bismarck demande à deux reprises l'autorisation de répliquer mais Lütjens hésite à engager le combat. Lindemann intervint et déclara : « je ne vais pas me laisser canonner mon bateau sous mon cul sans rien faire ». À 5 h 55, il sollicite à nouveau Lütjens qui accepte de laisser les navires allemands répliquer,.
Lors de l'engagement, les navires allemands barrent le T à leurs adversaires ; ce qui leur permet d'utiliser toute leur bordée tandis que les Britanniques ne pouvaient utiliser que leurs tourelles avant. Après plusieurs minutes, Holland ordonne à ses navires de virer de 20° sur bâbord afin de pouvoir engager l'ennemi avec les tourelles arrière. Le Bismarck et le Prinz Eugen concentrent leurs tirs sur le Hood. À 5 h 56, un obus de 8 pouces (203 mm) du Prinz Eugen touche un stock de munitions disposées autour des canons antiaériens de 4 pouces du Hood. L'incendie est rapidement éteint. Après avoir tiré trois salves de quatre canons, Schneider ajuste le tir et ordonne aux huit canons de 380 mm du Bismarck d'ouvrir le feu sur le croiseur de bataille britannique tandis que l'artillerie secondaire de 150 mm est orientée sur le Prince of Wales. Holland fait à nouveau virer ses navires de 20° sur bâbord sur un cap parallèle aux navires allemands. De son côté, Lütjens demande au Prinz Eugen de tirer sur le Prince of Wales pour que les deux navires britanniques soient ciblés et en quelques minutes, les obus allemands provoquèrent un petit incendie.
Vers 6 heures, le Hood achève son second virage quand le Bismarck tire sa cinquième bordée. Un ou plusieurs obus de 380 mm du Bismarck ont surement traversé son pont faiblement blindé au niveau du grand mât et ont explosé dans une soute à munition de 102 mm qui se trouvait dans cette zone. L'explosion a dû se propager à la soute à munition des canons de 380 mm qui contenait 112 tonnes de cordite,. L'énorme explosion qui suit brise le croiseur de bataille britannique en deux. Il coule en seulement trois minutes ne laissant que trois survivants sur un équipage de 1 419 hommes,.
À 6 h 5, le Bismarck se trouve à la tête de la formation allemande. Bien que le cuirassé allemand ait été touché par la sixième salve du Prince of Wales, l'un de ses obus traverse sans exploser la passerelle britannique ; presque tous ceux qui s'y trouvaient furent tués. Le capitaine de vaisseau John Leach fut l'un des rares à survivre. Pilonné par les deux navires allemands, le Prince of Wales avait subi d'importants dégâts et pouvait difficilement riposter car plusieurs de ses canons, dont c'était la première utilisation au combat, fonctionnaient mal. Malgré cela, il parvient à toucher le Bismarck à trois reprises. Le premier obus touche le gaillard d'avant au-dessus de la ligne de flottaison mais suffisamment bas pour que les vagues inondent la coque. Le deuxième obus explose au niveau de la cloison anti-torpille sans faire de gros dégâts. Le troisième projectile percute sans exploser la catapulte à hydravion,.

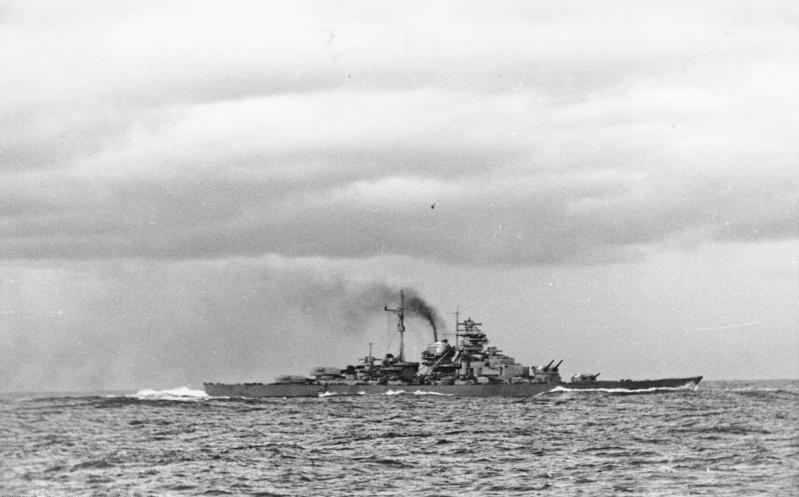
Le Bismarck photographié depuis le Prinz Eugen après la bataille du détroit de Danemark.

À 6 h 13, le Prince of Wales vire de bord et créé un écran de fumée pour couvrir sa retraite. Alors que ses navires étaient plus rapides et malgré l'insistance de Lindemann, Lütjens veut respecter scrupuleusement l'ordre d'éviter toute confrontation tant qu'un convoi ne serait pas en vue et il refuse de poursuivre le cuirassé britannique,. Les deux navires poursuivirent donc leur route dans l'Atlantique nord.
Durant l'engagement qui avait duré une vingtaine de minutes, le Bismarck avait tiré 93 obus et en avait reçu trois. Le gaillard d'avant endommagé embarqua entre 1 000 et 2 000 tonnes d'eau dans une soute de mazout de la proue. Lütjens refuse de réduire la vitesse pour permettre des réparations, ce qui accrut la quantité d'eau entrante et provoqua une gîte de 9° sur bâbord et de 3° vers l'avant.
À 6 h 32, Lütjens annonce au groupe Nord qu'un croiseur de bataille a été coulé. Il envoie un message : « Croiseur de bataille, probablement Hood, coulé. Un autre cuirassé, King George V ou Renown, avarié, viré de bord. Deux croiseurs lourds tiennent le contact ».
Peu après 10 h, il demanda au Prinz Eugen de passer derrière le cuirassé pour évaluer la gravité de la fuite de combustible provoquée par l'impact sur la proue. Après avoir rapporté la présence de « larges nappes de mazout des deux côtés du sillage », le Prinz Eugen reprit sa position avant. Une heure plus tard, un hydravion britannique Short Sunderland informa le Suffolk et le Norfolk de la présence d'une nappe de mazout. Malgré ses avaries, le Prince of Wales avait rejoint les deux croiseurs mais le contre-amiral Frederic Wake-Walker qui commandait les navires lui demanda de rester légèrement en retrait.
Lütjens débat avec son état-major de la marche à suivre. Ils décident de se rendre en France pour relâcher au port de Saint-Nazaire. Saint-Nazaire est l'un des seul port de l'Atlantique disposant d'une forme de radoub française capable d’accueillir le Bismarck. À 8 h 1 le 24 mai, il transmit le rapport d'avarie à l'OKM et exposa son intention de laisser le Prinz Eugen qui n'avait pas été endommagé poursuivre seul la mission d'attaque de convois, tandis que le Bismarck rejoindrait Saint-Nazaire pour y être réparé. À 8 h 30, les officiers fêtent leur victoire dans le carré.

#### Poursuite

##### 24 mai

Trajectoire du Bismarck et des navires britanniques lancés à sa poursuite.

Après la perte du Hood, la Royal Navy ordonne à tous les cuirassés présents dans la région de participer à l'interception de la flottille allemande. La Home Fleet de Tovey était le groupe le plus important mais le matin du 24 mai, elle se trouvait encore à 650 kilomètres des navires allemands. Le cuirassé Rodney qui escortait le paquebot Britannic utilisé comme transport de troupes et devait subir des modifications au Boston Navy Yard rejoignit également Tovey. Par ailleurs, deux vieux cuirassés de la classe Revenge participent à la traque : le Revenge venant de Halifax au Canada et le Ramillies qui accompagnait le convoi HX 127. Au total, six cuirassés et croiseurs de bataille, deux porte-avions, treize croiseurs et 21 destroyers sont mobilisés. Dans le même temps, l'Amirauté ordonne aux croiseurs légers Manchester, Birmingham et Arethusa de surveiller le détroit du Danemark dans l'éventualité où Lütjens déciderait de rebrousser chemin. Vers 17 heures, l'équipage du Prince of Wales remet en service neuf des dix canons de son artillerie principale et Wake-Walker décida de le laisser passer en tête de sa formation dans le cas d'une rencontre avec le Bismarck.
À 16 h 40, Lütjens demande au Prinz Eugen de profiter du mauvais temps pour s'éloigner, mais la manœuvre n'échappa pas à Wake-Walker et le navire allemand revient provisoirement aux côtés du Bismarck. À 18 h 14, le Bismarck fait demi-tour pour faire face à ses poursuivants. Le Suffolk s'éloigna rapidement et le Prince of Wales tira douze salves sur le cuirassé allemand qui répond avec neuf ; aucun obus ne toucha sa cible. L'affrontement détourna l'attention des navires britanniques et permit au Prinz Eugen de s'éloigner. De son côté, le Bismarck reprend sa route toujours suivi sur bâbord par la flottille de Wake-Walker.
Même si ses avaries l'avaient obligé à réduire sa vitesse, le Bismarck continue à naviguer à 27 ou 28 nœuds (52 km/h), soit autant que le King George V de la Home Fleet. À moins de pouvoir ralentir le cuirassé, les Britanniques seraient incapables de l'intercepter avant son arrivée en France. Peu avant 16 heures le 25 mai, Tovey détache le porte-avions Victorious et quatre croiseurs légers afin qu'il puisse lancer ses bombardier-torpilleurs.
À 22 heures, la distance entre le Bismarck et le Victorious était encore de 120 milles. Six chasseurs Fairey Fulmar et neuf torpilleurs Fairey Swordfish décollent du pont d'envol. Les pilotes inexpérimentés faillirent attaquer le Norfolk et la confusion permit aux défenses anti-aériennes du Bismarck de se préparer. Aucun des appareils ne fut abattu et le cuirassé fut touché par l'une des neuf torpilles qui le visaient. L'impact au milieu du navire au niveau de la ceinture blindée ne perce pas la coque mais l'onde de choc tue un marin le maître principal Kurt Kirchberg, première victime de l'équipage.  L'onde de choc blesse cinq autres membres de l'équipage.
L'explosion endommage légèrement les équipements électriques, mais des dégâts bien plus importants furent causés par la grande vitesse et les manœuvres violentes destinées à échapper aux torpilles. Les réparations de la voie d'eau à la proue sont affaiblies et l'inondation oblige à l'abandon de la salle des machines no 2 sur bâbord. La perte de deux chaudières, la baisse de la réserve de combustible et l'accroissement de la gîte vers l'avant obligent le navire à réduire sa vitesse à 16 nœuds (30 km/h). Après des travaux de colmatage de la brèche avant réalisés par des plongeurs, la vitesse passe à 20 nœuds (37 km/h). Peu après le départ des bombardiers, le Bismarck et le Prince of Wales s'engagent dans un bref duel d'artillerie mais aucun des deux ne parvint à mettre au but.

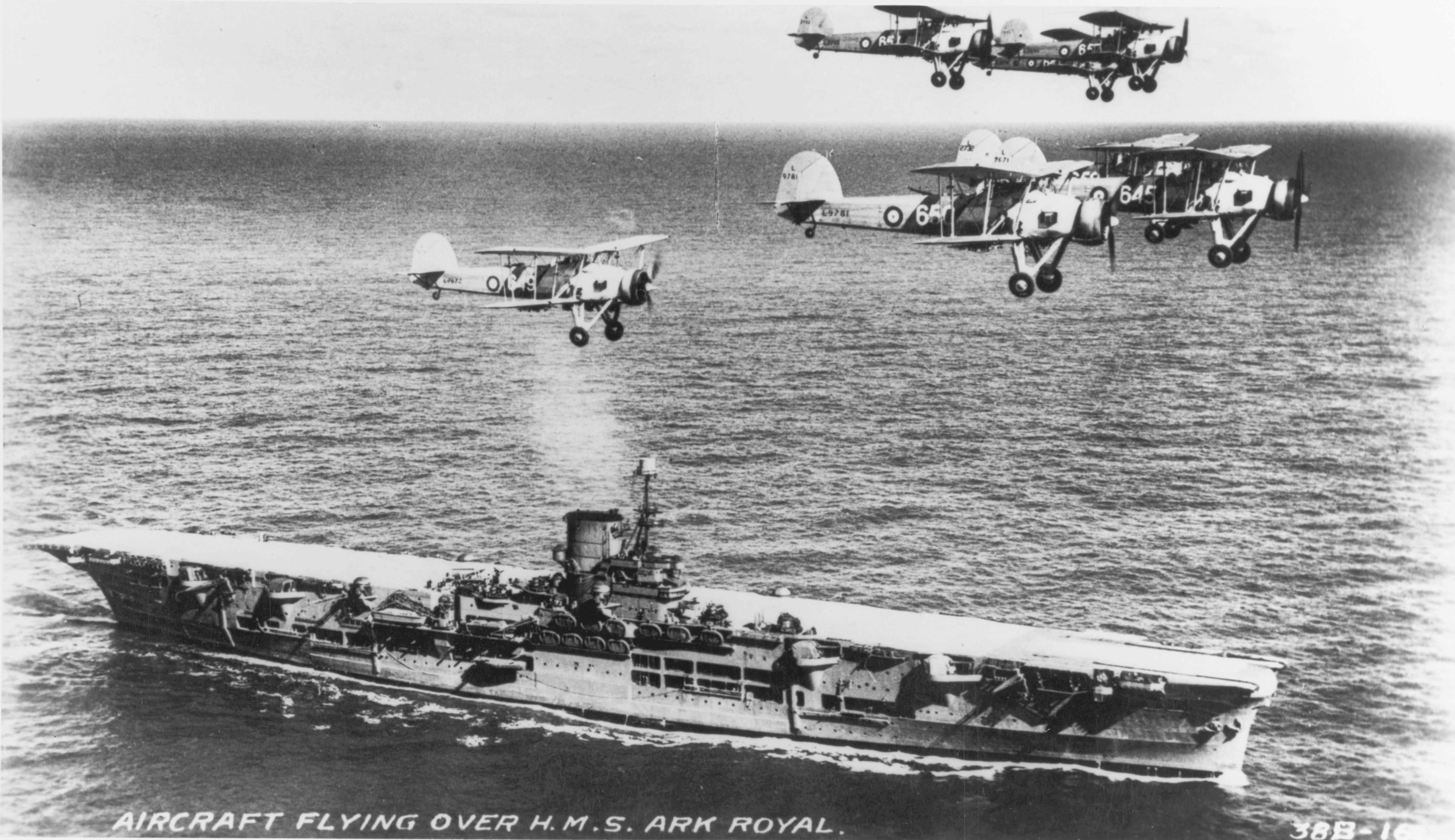
Le porte-avions et ses bombardiers-torpilleurs Fairey Swordfish vers 1939.

##### 25 mai
À 3 heures le 25 mai, Lütjens profite du changement de cap du Suffolk pour pousser son navire à sa vitesse maximale, soit 28 nœuds (52 km/h), et à virer à l'est puis au nord pour semer ses poursuivants. La manœuvre réussit et le Bismarck se retrouve à l'arrière de la flottille britannique qui continuait de naviguer vers le sud tandis que le cuirassé allemand se dirigeait vers la France à l'est. À 5 h 0, le commandant du Suffolk Ellis informe Wake-Walker qu'il avait perdu la trace du navire allemand. Ce dernier ordonne à ses navires de se disperser pour tenter de le repérer visuellement à l'aube.
À 7 h et 9 h, Lütjens envoie plusieurs messages qui permettent à l'Amirauté britannique de localiser le Bismarck.
Après la perte de contact avec le Bismarck, la Royal Navy lance ses navires dans toutes les directions pour tenter de le retrouver. Le Suffolk et le Norfolk continuent leur route vers l'ouest tandis que le Prince of Wales se dirige vers le sud rejoindre Tovey et relever le Repulse à court de mazout. Le Victorious et son escorte furent envoyés à l'ouest, la flottille de Wake-Walker continua vers le sud et l'ouest tandis que les navires de Tovey naviguaient vers l'Atlantique centre. La Force H composée du porte-avions Ark Royal, du croiseur de bataille Renown et du croiseur léger Sheffield avait quitté sa base de Gibraltar après la bataille du détroit du Danemark mais elle se trouvait encore à au moins une journée de navigation de la zone. Lütjens envoie un long message personnel à Hitler où il décrit son combat contre le HoodI, ce dernier est intercepté par les Britanniques. La détermination de la localisation de l'émetteur réalisée à bord du King George V fut cependant incorrecte et elle poussa Tovey à croire que le Bismarck avait fait demi-tour et tentait de rejoindre l'Allemagne par le détroit entre l'Islande et les îles Féroé. Lorsque l'erreur fut découverte sept heures plus tard, le cuirassé allemand s'était considérablement éloigné.

Swordfish revenant sur l'Ark Royal après son attaque contre le Bismarck.

Les communications allemandes sont décryptés par les Britanniques. Les Britanniques captent une demande de couverture aérienne pour le Bismarck jusqu'à Brest. La résistance française confirme des mouvements d'appareils allemands dans la zone. Tovey ordonne à ses forces de converger au large de la Bretagne sur la route que devrait emprunter le cuirassé allemand.

##### 26 mai
Le 26 mai à 10 h 30, un des appareils d'un escadron de Consolidated PBY Catalinas basé en Irlande du Nord envoyé en patrouille localise le Bismarck à 1 280 kilomètres à l'ouest de Brest. Étant donné sa vitesse, le cuirassé pourrait se retrouver sous la protection des avions et des sous-marins allemands en moins d'une journée et aucun des navires britanniques n'était en mesure de le rattraper.
Le Victorious, le Prince of Wales, le Suffolk et le Repulse sont obligés de cesser la poursuite en raison du manque de combustible tandis que le King George V et le Rodney sont trop éloignés. Le seul moyen pour intercepter le Bismarck est d'utiliser les avions du 820 Naval Air Squadron embarqués à bord du porte-avions Ark Royal commandé par l'amiral James Somerville. Ses appareils participent aux recherches quand le Bismarck fut localisé à 110 kilomètres du porte-avions. Somerville ordonne que les Swordfish soient équipés de torpilles pour une attaque immédiate. Il demanda également au croiseur Sheffield de suivre le Bismarck mais les aviateurs n'en furent pas informés. Le résultat fut que les appareils attaquèrent le croiseur britannique, mais leurs torpilles équipées d'un nouveau détonateur magnétique explosèrent lors de l'impact avec l'eau et le Sheffield en réchappa indemne,.
Après le retour des Swordfish, une seconde vague de quinze appareils, équipés de torpilles à détonateurs à contact plus fiables, est lancée à 19 h 15 et l'attaque commence à 20 h 47. Durant l'approche des appareils britanniques, le Bismarck ouvre le feu sur le Sheffield qui s'éloigne rapidement sous la protection d'un écran de fumée. Dissimulés par la couverture nuageuse, les Swordfish surprirent le cuirassé allemand qui vira brusquement. À 20 h 30, la défense antiaérienne ouvre le feu.
Une torpille atteint le Bismarck sous la ceinture blindée sur bâbord au milieu du navire. Les effets de l'explosion sont contenus par le blindage, mais elle causa quelques dégâts structurels et une légère voie d'eau. Une seconde torpille frappe le côté bâbord de la poupe du Bismarck. L'axe du gouvernail bâbord est gravement endommagé et bloqué à un angle de 12° tandis que l'explosion causa d'importants dommages. Les tentatives de réparation échouent et Lütjens rejette l'idée de débloquer la barre à l'aide d'explosifs car cela risquait d'endommager les hélices,.
Au moment où les Swordfish se retirent, le Sheffield est repéré. À 21 h 10, le Bismarck envoie une première salve qui arrive à plus d'un mille du croiseur.
Le gouvernail bâbord bloqué, le Bismarck est rattrapé par la flottille de Tovey. Même si le manque de combustible avait réduit le nombre de navires disponibles, les Britanniques disposent encore des cuirassés King George V et Rodney et des croiseurs Dorsetshire et Norfolk. À 21 h 40 le 26 mai, Lütjens rapporte à son état-major : « Navire incontrôlable. Nous combattrons jusqu'au dernier obus. Longue vie au Führer ». Le moral de l'équipage s'effondre et les messages du quartier général, destinés à encourager les marins, ne firent que souligner la situation désespérée du cuirassé. À la tête de cinq destroyers détournés de l'escorte du convoi WS 8 B, le commandant Philip Vian du Cossack reçut l'ordre de maintenir le contact avec le Bismarck durant la nuit.
La flottille retrouve le Bismarck à 22 h 38 et ce dernier lui tire immédiatement dessus avec son artillerie principale. Tout au long de la nuit et jusqu'à l'aube, les destroyers de Vian harcèlent le cuirassé allemand avec des fusées éclairantes et des dizaines de torpilles mais aucune ne touche la cible. Entre 5 et 6 h, l'équipage allemand tenta de lancer l'un des hydravions Arado Ar 196 afin d'emporter le livre de bord, des images de la bataille avec le Hood et d'autres documents importants. La catapulte ayant été endommagée par un obus du Prince of Wales, le lancement est impossible. Afin d'éviter le risque que l'appareil ne prenne feu, il est jeté à la mer.

#### 27 mai: naufrage

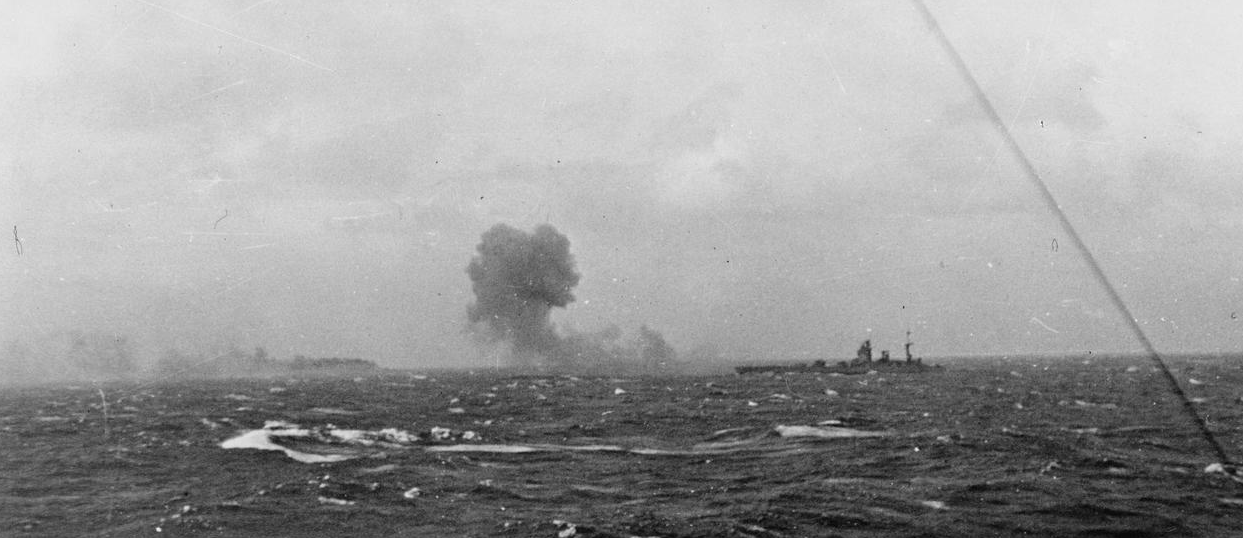
Photographie prise depuis le montrant le tirant sur le Bismarck en feu à l'horizon.

À 7 h 53, le Norfolk aperçoit le Bismarck qu'il prend pour le Rodney. Réalisant son erreur, il réussit à s'éloigner et à transmettre la position du cuirassé allemand aux autres navires britannique. Cela permet au King George V et au Rodney de corriger leur route. Tovey a l'intention d'avancer directement sur le Bismarck avant de virer au sud à 15 kilomètres de la cible pour progresser parallèlement au navire allemand.
À 8 h 30, Lindemann donne l'alarme. À 8 h 47, le Rodney ouvre le feu avec ses deux tourelles triples avant de 16 pouces (406 mm). Il est imité par le King George V et ses six canons de 14 pouces (356 mm) 1 minute plus tard. Le Bismarck réplique à 8 h 50 avec ses canons avant et dès la seconde salve, il ajuste le Rodney.
À 9 h 2, un obus de 16 pouces du Rodney pulvérise la superstructure avant du Bismarck, tuant des centaines de marins et endommageant gravement les tourelles avant. Selon les survivants, le tir tue probablement Lindemann, Lütjens et le reste du commandement. Bien qu'atteintes, les tourelles avant tirent une dernière salve à 9 h 27 et l'un des obus tombe à quelques mètres de la proue du Rodney, mettant hors service le tube lance-torpilles tribord du cuirassé britannique ; c'est le meilleur tir des artilleurs allemands durant l'affrontement,. Les tourelles arrière tirent trois autres salves avant qu'un obus ne détruise le système de télémétrie. Les canons reçoivent l'ordre de tirer indépendamment mais à 9 h 31, les quatre tourelles principales avaient été mises hors service.
À 10 heures, les deux cuirassés de Tovey avaient tiré plus de 700 obus avec leur artillerie principale. Le Bismarck tire sa dernière salve à 10 heures. Le Rodney s'approche à seulement 2 700 mètres, soit à bout portant pour des canons de 16 pouces, et continua à tirer. Tovey ne pouvait en effet pas cesser le combat avant que les Allemands n'abaissent leurs couleurs ou commencent à abandonner le navire. Le cuirassé britannique tire deux torpilles depuis son tube bâbord et l'une d'elles touche sa cible. Selon le journaliste Ludovic Kennedy, « il s'agit de la seule fois au cours de l'histoire où un cuirassé en a torpillé un autre ».

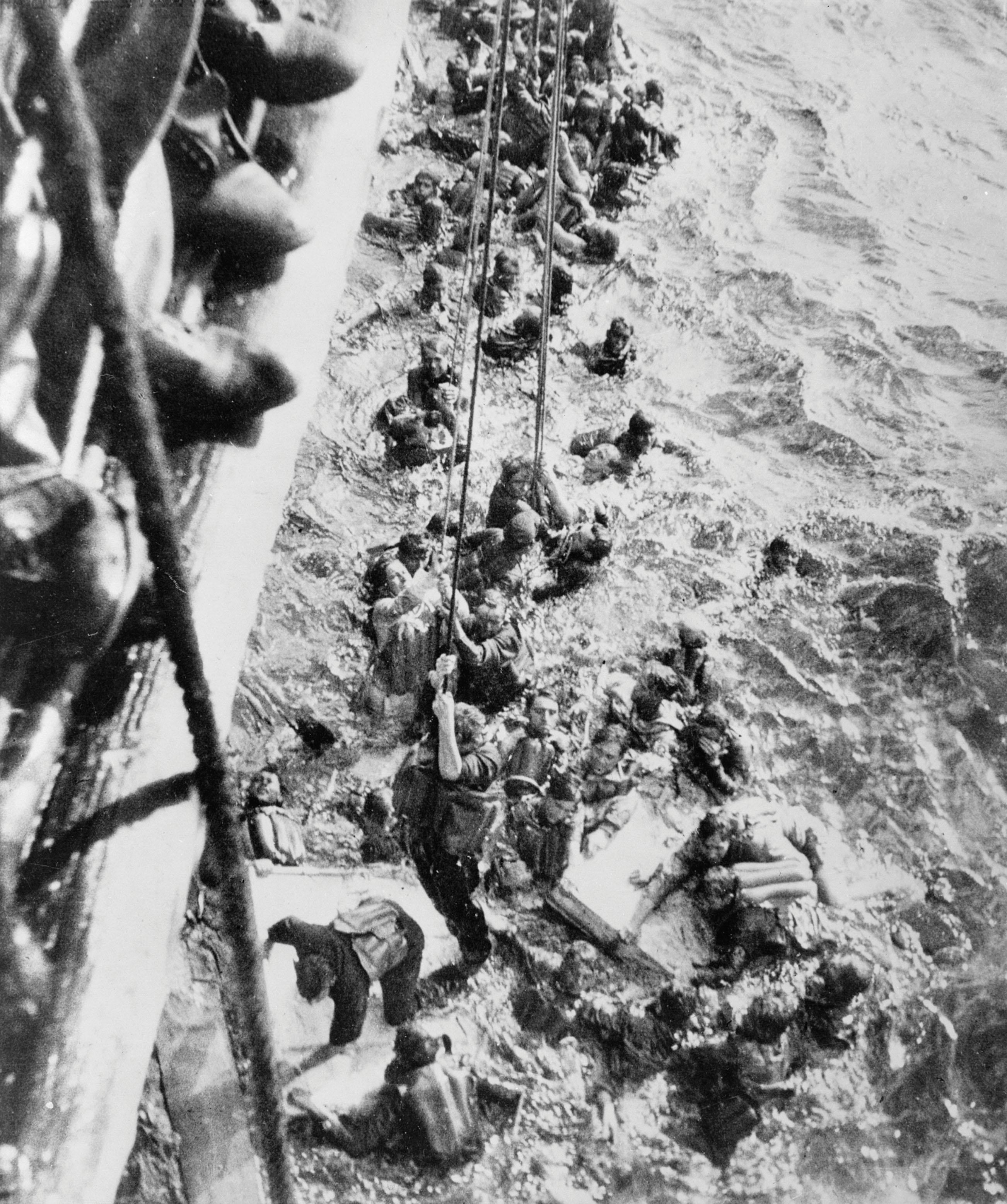
Survivants allemands recueillis par le.

Alors que la bataille tourne en défaveur du cuirassé allemand, le commandant en second, Hans Oels, ordonne aux hommes se trouvant dans les ponts inférieurs d'abandonner le navire ; il demanda également aux mécaniciens machinistes d'ouvrir les portes des compartiments étanches et de préparer les charges de démolition. Le chef machine, Gerhard Junack, amorce les charges avec une mèche de neuf minutes et il entendit les explosions alors qu'il remontait,. Courant en long et en large pour ordonner l'abandon du navire, Oels et une centaine de marins sont tués par une explosion sur le pont principal.
Les quatre navires britanniques avaient tiré plus de 2 800 obus de tout calibre sur le Bismarck, dont 400 au but, mais le cuirassé allemand restait à flot. Vers 10 h 20, Tovey, dont la flottille était presque à court de combustible, décida d'en finir et il demanda au Dorsetshire de torpiller le Bismarck tandis que les cuirassés étaient renvoyés au port. Le croiseur tira deux torpilles sur tribord, dont l'une toucha au but, puis se positionna sur bâbord et lança une troisième torpille qui percuta également le cuirassé. Au moment de ces attaques, le navire gîtait tellement qu'une partie du pont était submergé ; il est ainsi possible que la dernière torpille ait explosé sur la superstructure bâbord du Bismarck qui était déjà sous l'eau. Vers 10 h 35, le navire chavire et coule par la poupe,. Le Bismarck coule entre 10 h 36 et 10 h 39.
Certains survivants rapportent avoir vu Lindemann au garde à vous alors que son vaisseau sombrait. Junack, qui avait abandonné le navire avant son chavirage, ne vit aucun dégât sous la ligne de flottaison du côté tribord. Le lieutenant de vaisseau Von Müllenheim-Rechberg, adjoint en quatrième du service artillerie, note la même chose, mais suppose que le flanc bâbord, déjà submergé, était bien plus endommagé. Environ 400 marins étaient naufragés. Ils sont secourus par le Dorsetshire et le Maori. À 11 h 40, des vigies du Dorsetshire repèrent ce qui semble être un sous-marin et le commandant ordonna l'arrêt des opérations de secours. Ayant recueilli respectivement 85 et 25 hommes, le Dorsetshire et le Maori quittent les lieux, redoutant la présence d'un sous-marin allemand. À 19 h 30, le sous-marin U-74 et le navire météorologique Sachsenwald récupèrent respectivement trois survivants et deux survivants supplémentaires, dans deux radeaux (Herzog, Höntzsch, et Manthey dans le premier ; Lorenzen et Maus dans le second). L'un des marins secourus par les Britanniques — quartier-maître Gerhard Lüttich — succomba à ses blessures le lendemain. Finalement, il n'y eut que 114 survivants sur un équipage de plus de 2 200 hommes. Les Britanniques récupèrent aussi un chat sur une planche flottante qui sera surnommé Sam l'insubmersible.

## Caractéristiques

### Caractéristiques techniques

#### Dimensions
Le Bismarck avait une longueur hors-tout de 251 mètres, une longueur de flottaison de 241,6 mètres, un maître-bau de 36 mètres et un tirant d'eau en charge de 9,9 mètres. Avec son navire-jumeau le Tirpitz, il était le plus grand navire construit par l'Allemagne, mais non du monde, au tout premier rang duquel se trouvaient le Yamato (1937) et le Musashi (1938), deux cuirassés japonais de 263 mètres hors-tout. Le HMS Hood (262,2 mètres hors tout) était le plus grand navire de la flotte britannique et du monde lors de sa mise en service en 1920, et ce durant les 20 années qui suivirent.

#### Déplacements
Son déplacement à pleine charge de 50 300 tonnes surpassait celui de tous les autres cuirassés européens. Seul le HMS Vanguard, mis en service après la Seconde Guerre mondiale, le dépassera.

#### Propulsion
Le Bismarck était propulsé par trois hélices mues par trois turbines à vapeur Brown-Boveri (Blohm & Voss) alimentées par douze chaudières à mazout Wagner développant une puissance de 111,98 MW et procurant au bâtiment une vitesse maximale de 29 nœuds (53,7 km/h). Aux essais, la vitesse maximale atteinte fut, selon les sources, de 30,01 nœuds (55,6 km/h) ou de 31,1 nœuds (57,6 km/h).

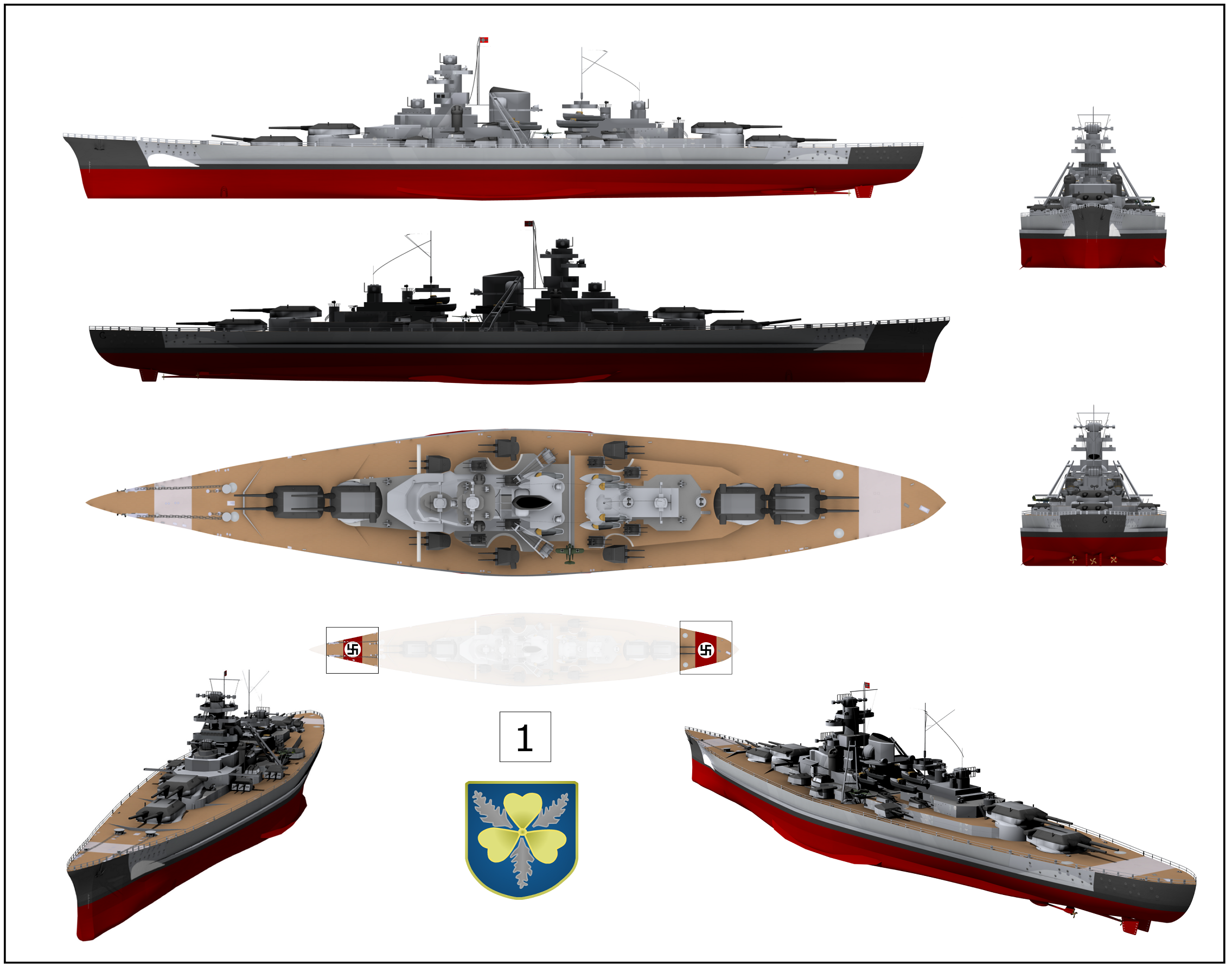
Représentation en 3D du Bismarck.

#### Blindage
La ceinture blindée avait une épaisseur de 320 mm et elle était surmontée par des ponts de 50 à 120 mm. Les tourelles principales étaient protégées par 360 mm de blindage à l'avant, 220 mm sur les flancs et 130 mm sur le dessus.

### Système d'armes

#### Artillerie principale
L'armement principal se composait de huit canons de 380 mm disposés en quatre tourelles doubles, deux à l'avant (« Anton » et « Bruno ») et deux à l'arrière (« Caesar » et « Dora »). Chacune de ces tourelles pouvait tirer un obus de 800 kilogrammes à 36 520 mètres à un rythme optimal de trois par minute.

#### Artillerie secondaire
L'artillerie secondaire comprenait douze canons de 150 mm en six tourelles doubles, ainsi que respectivement seize (huit affuts doubles) canons antiaériens de 105, seize (huit affuts doubles) de 37 mm et douze (affuts simples) de 20 mm.

#### Défense antiaérienne «lourde»
La défense antiaérienne lourde était assurée par quatre pseudo-tourelles doubles de Canon de 10,5 cm SK C/32 et quatre pseudo-tourelles doubles de 105 mm SK C/37.

#### Défense antiaérienne «légère»
La défense antiaérienne légère était assurée par 16 canons de 37 mm montés en affûts doubles et douze de 20 mm en affuts simples.

### Équipage
L'équipage normal se composait de 103 officiers et de 1 962 marins mais il pouvait dépasser les 2 200 en comptant l'équipage de prise, l'état-major de la flotte et les correspondants de guerre.

### Drome

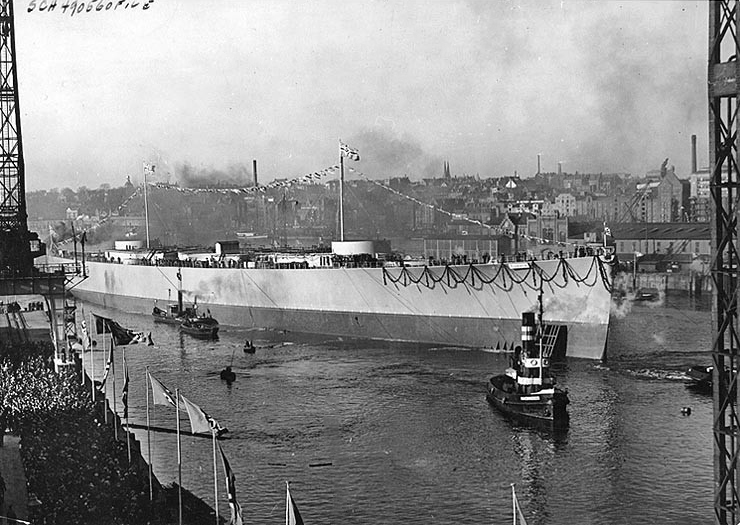
Le Bismarck juste après son lancement en février 1939.

La drome d'embarcation était composée de :
- 3 vedettes amiral à moteur de 11,52 m ;
- 4 vedettes à moteur de 11,52 m ;
- 1 canot à moteur de 7,70 m ;
- 2 pinasses à moteur de 8 m ;
- 2 cutters de 8,50 m ;
- 2 dinghys de 6,50 m ;
- 2 yoles de 4,80 m[154].

### Aviation embarquée
Le Bismarck emportait également quatre hydravions Arado Ar 196.

### Vivres embarqués
Le navire pouvait embarquer 194,2 t de vivres tout types confondus. Il faut y ajouter 306 t d'eau potable et 375 t pour le service courant (douches, machines à laver, etc).

## Postérité

### Découverte de l'épave

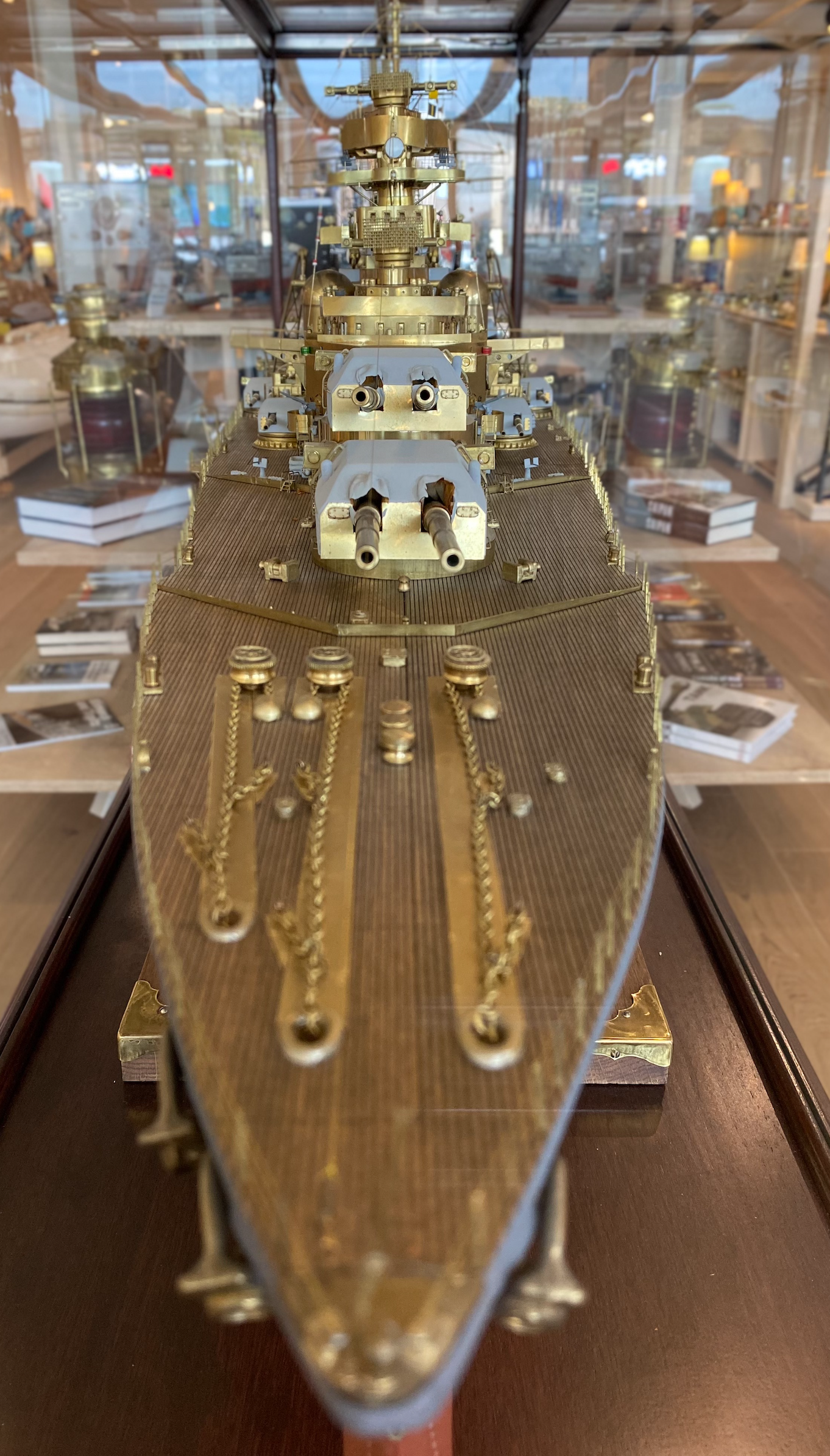
Maquette du Bismarck.

L'épave du Bismarck fut découverte le 8 juin 1989 par l'océanographe Robert Ballard,.
Le navire fut trouvé à environ 650 kilomètres à l'ouest de Brest et reposait à une profondeur de 4 790 mètres. Lors de sa descente, le cuirassé heurta un volcan sous-marin éteint dépassant d'un millier de mètres au-dessus de la plaine abyssale et il glissa sur son flanc sur près de 2 kilomètres.
Lors de son exploration, Ballard n'identifia aucune pénétration de la citadelle blindée protégeant les magasins et les éléments les plus sensibles du navire. Il découvrit huit trous dans la coque dont sept se trouvaient à bâbord et le dernier à tribord, tous au-dessus de la ligne de flottaison. La coque portait également les traces de nombreux impacts indiquant que les obus de 14 pouces du King George V avaient rebondi sur la ceinture blindée du cuirassé allemand. Une large portion de la poupe ne fut pas retrouvée et il est probable qu'elle se soit brisée avant le naufrage. Le fait que le début de la section manquante coïncide avec le point d'impact de la torpille ayant détruit le gouvernail suggère une faiblesse structurelle du navire,. Ballard ne nota aucune déformation pouvant indiquer que le Bismarck avait sombré avec des compartiments remplis d'air et rapporta que la coque était en relativement bon état. Cela suggère que les compartiments furent inondés alors que le navire coulait et renforce la théorie du sabordage défendue par les survivants. Ballard refusa de divulguer l'emplacement exact de l'épave pour empêcher d'autres plongeurs de récupérer des objets ou des éléments du navire.

### Nouvelles expéditions
En juin 2001, l'entreprise Deep Ocean Expeditions, associée à l'Institut océanographique de Woods Hole, organisa une nouvelle étude de l'épave. William N. Lange, un expert de Woods Hole, rapporta : « On voit un grand nombre de trous d'obus sur la superstructure et le pont mais beaucoup moins sur la coque et aucun sous la ligne de flottaison. » Les chercheurs n'observèrent aucune pénétration de la principale ceinture blindée tandis que les longues déchirures visibles sur la coque furent attribuées à l'impact avec le fond marin.
Le mois suivant, une équipe anglo-américaine financée par la chaîne de télévision britannique Channel 4 explora à son tour l'épave et conclut que le naufrage était lié aux combats. Le chef de l'expédition David Mearns déclara que les déchirures avaient été agrandies par la glissade sur le flanc du volcan mais qu'elles avaient été initiées par des torpilles.
En mai-juin 2002, le réalisateur canadien James Cameron utilisa les petits sous-marins russes Mir dans le cadre de son documentaire Expedition: Bismarck. Avec des véhicules téléguidés, il réalisa les premiers clichés de l'intérieur du cuirassé et rapporta qu'aucune torpille ou obus n'avait traversé la seconde coque.
Malgré leurs avis parfois divergents, les experts soulignent que le Bismarck aurait coulé même si les Allemands ne l'avaient pas sabordé. Ballard estime que le navire serait resté à flot pendant encore au moins une journée quand les navires britanniques cessèrent de tirer et qu'il aurait pu être récupéré par la Royal Navy. Une position partagée par Ludovic Kennedy qui nota qu'il « fait peu de doute qu'il ait finalement coulé, mais le sabordage permit de s'assurer que ce serait plus tôt que tard ». À la question de savoir si le Bismarck aurait coulé si les Allemands ne l'avaient pas sabordé, Cameron répondit : « Bien sûr, mais cela aurait pu prendre une demi-journée. » Dans son livre, Mearns concéda que le sabordage « a pu hâter l'inévitable mais seulement de quelques minutes », tandis que Ballard conclut que, en ce qui le concernait, « les Britanniques avaient coulé le navire indépendamment de qui asséna le coup de grâce ».

## Dans la culture populaire

### Musique
- En 1959, le chanteur américain Johnny Horton enregistra la chanson Sink the Bismarck (« Coulez le Bismarck »), qui connut un grand succès aux États-Unis et au Canada[167].
- Le groupe de metal suédois Sabaton, dans son titre Bismarck, rend hommage au cuirassé et à son naufrage[168].

### Littérature
- En 1959, l'écrivain britannique C. S. Forester publie le roman Last Nine Days of the Bismarck (« Les Neuf derniers jours du Bismarck »).
- En 2019, l'auteur belge Jean-Yves Delitte publie dans sa série Les grandes batailles navales un tome retraçant la Bataille du détroit de Danemark centré sur le Bismark[169].

### Cinéma
- En 1960, sort le film Coulez le « Bismarck » ! film anglais en noir et blanc réalisé par Lewis Gilbert. Il s'agit d'une adaptation du roman de C. S. Forester, Last Nine Days of the Bismarck. Pour des raisons scénaristiques, le film montre le cuirassé allemand détruire un destroyer britannique et deux appareils, ce qui ne fut pas le cas dans la réalité[170].

### Documentaires
- Sabordage du Bismarck, 2e épisode de la 5e saison de La Minute de vérité sur National Geographic Channel et sur Direct 8.
- Coulez le Bismarck !, 9e épisode de la 1re saison de la série Les ailes de la guerre (en) sur Planète+.
- Expedition: « Bismarck », documentaire tourné lors de l'exploration sous-marine de l'épave, réalisé par James Cameron.

### Jeux vidéo
- Le Bismarck est depuis 2017 un navire jouable dans le jeu World of Warships.
- Le Bismarck est un battleship jouable dans le jeu Azur Lane.
- Bismarck est une créature de la série de Final Fantasy, ayant l'apparence d'une baleine qui peut être invoquée (dans Final Fantasy VI) ou combattue (dans Final Fantasy XIV).
- Le Bismarck est depuis 2025 un navire jouable dans le jeu War Thunder.